# Kitbuqa

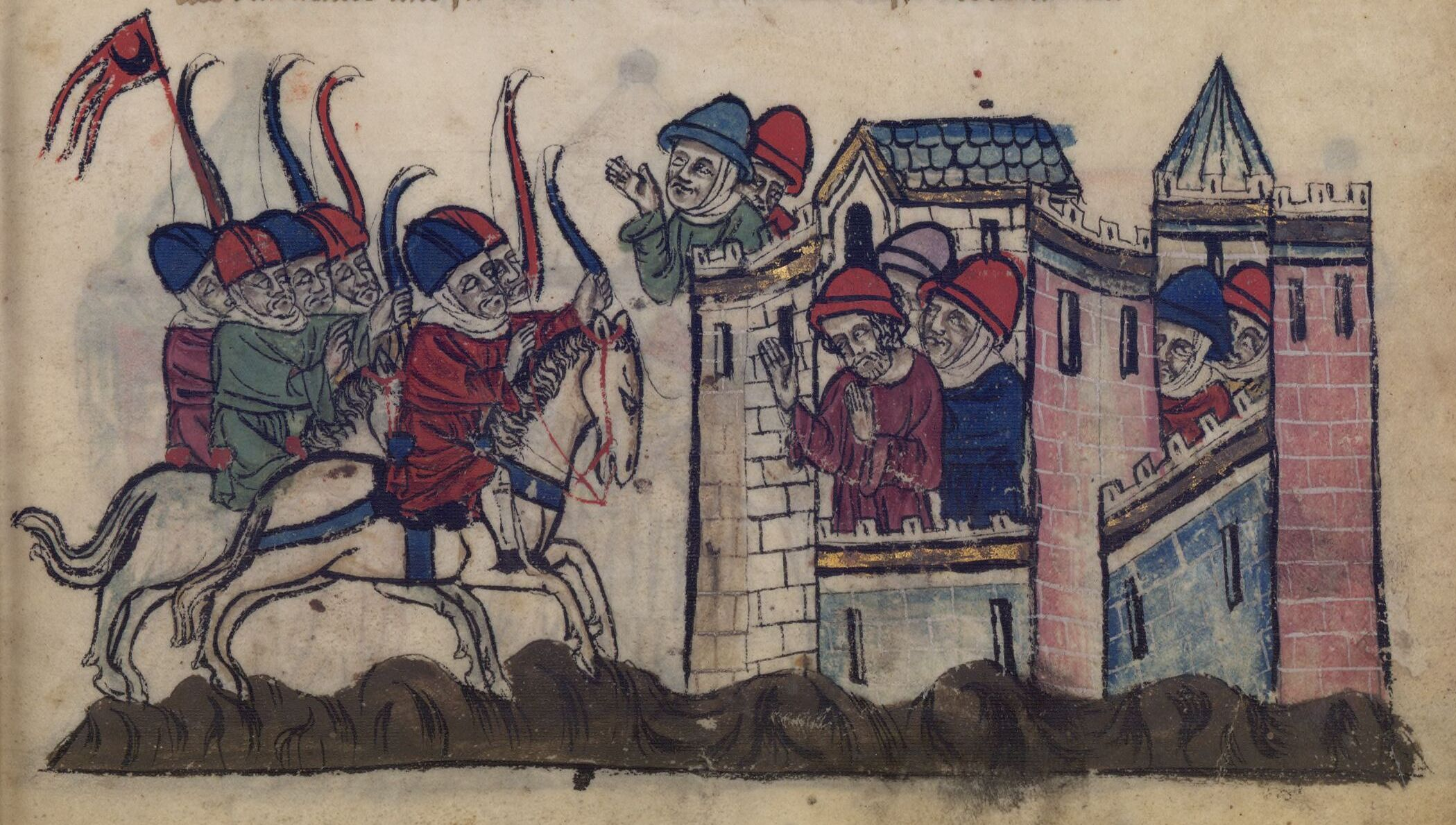
Sidón (1260): Kitbuqa contra Julian Grenier.

Kitbuqa Noyan, también deletreado Kitbogha o Ketbugha (fallecido en 1260), era un cristiano nestoriano de la tribu mongol naiman, un grupo que estaba subordinado al Imperio mongol. Era teniente y confidente del mongol Ilkhan Hulagu, ayudándolo en sus conquistas en el Medio Oriente. Cuando Hulagu se llevó la mayor parte de sus fuerzas con él para asistir a una ceremonia en Mongolia, Kitbuqa quedó en control de Siria y fue responsable de nuevas incursiones mongolas hacia el sur, hacia Egipto. Fue asesinado en la batalla de Ain Jalut («pozo de Goliat») en 1260.
Estuvo al mando de una de las divisiones que atacaron y saquearon Bagdad, y ayudó en la conquista de Damasco. Se lo dejó a cargo de un ejército mongol que había quedado en el Oriente Próximo cuando Hulagu regresó a Mongolia tras la muerte de su hermano, el jaghan Möngke. Cuando los mamelucos realizaron una ofensiva contra el Iljanato, Kitbuqa se desplazó hacia Egipto para enfrentarlos, dando lugar a la batalla de Ain Jalut. 
Los relatos de los mamelucos lo describen como un gran guerrero que se negó a retirarse sabiendo que los mongoles eran ampliamente superados en número durante la batalla, y que prefería la muerte antes que la retirada y la vergüenza. Pese a ello fue capturado y ejecutado (según varias fuentes fue desmembrado). Kitbuqa fue asesinado por órdenes del converso al islam y veterano mameluco Yamal al-Din Akoush al-Shamsy. También esperaba que su muerte fuera vengada por Hulagu, lo cual nunca ocurrió por el conflicto que surgió entre Hulagu y Berke.